# ANYway
Az aNYway című dal az amerikai-kanadai Duck Sauce duó első kislemeze a Quack című stúdióalbumról, mely 2009. október 25-én jelent meg. A dal a 22. volt a brit kislemezlistán, valamint 1. helyezést ért el az UK Dance Charts és UK Indie Chart listákon. A dalhoz készült videóklipet 2009. október 9-én töltötték fel a YouTube-ra.
A dalhoz használt eredeti hangminták az 1979-es Final Edition nevű csapat I Can Do It (Anyway You Want) című dalából származik.

## Megjelenések
CD Single  Franciaország Feel The Rhythm – FTR 3316004248-2
- 1	aNYway (Radio Edit) 3:25
- 2	aNYway (Club Mix) 5:26

Bonus Track
- 3	aNYway (Vidéo Bonus En Format HD Vidéo 1080P Compatible Pc et Mac) 3:20

## Slágerlista
| Slágerlista (2009–10)                 | Legjobb helyezés |
| ------------------------------------- | ---------------- |
| Belgium (Ultratop 50 Flanders)        | 26               |
| Franciaország (Single Top 100)        | 38               |
| Hollandia (Single Top 100)            | 49               |
| Egyesült Királyság (UK Dance Chart)   | 1                |
| Egyesült Királyság (UK Indie Chart)   | 1                |
| Egyesült Királyság (UK Singles Chart) | 22               |